# Ángel V. Baulina
Ángel Victorio Baulina (Santa Fe, 1896 - Córdoba, 1948) fue un abogado y político argentino. 

## Biografía
Nació en Santa Fe el 6 de septiembre de 1896, y sus padres fueron Ángel Baulina y Catalina Sola. En 1924 se graduó de abogado en la Universidad Nacional de Córdoba. 
Se desempeñó como concejal en la ciudad de Córdoba en 1919 y en 1925, y como fiscal de estado en el gobierno de José Antonio Ceballos. En 1929, el intendente de Córdoba, Emilio F. Olmos, del partido Demócrata, renuncia y lo sucede el presidente del Concejo Deliberante, también perteneciente a dicho partido. Poco después, el gobierno radical dispone (22 de agosto) la intervención a la Municipalidad, sin respetar la línea de sucesión marcada por la constitución provincial, designando a Baulina como comisionado, cargo que ocupó hasta el 20 de marzo de 1930. Dicha intervención municipal se dio en un marco de frecuentes intervenciones a provincias y municipios gobernados por la oposición, dispuestas por el gobierno radical de Yrigoyen, quien además intervino otras provincias y municipalidades colocando en cada una de ellas a interventores radicales. Todas las intervenciones de su mandato fueron hechas por decreto, sin autorización del Senado.
Posteriormente, en 1938, Baulina fue subsecretario de obras públicas de Córdoba y diputado provincial. El 24 de febrero de 1946 fue elegido diputado nacional.
Además publicó obras como El gobierno municipal, Legislación de faltas, El servicio interurbano del transporte automotor, etc.. Falleció el 20 de junio de 1948.